# Гюльцов (Штавенхаген)

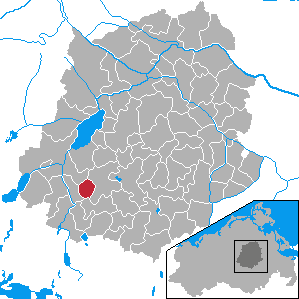
Гюльцов, район Деммин, Мекленбург-Передняя Померания

Гюльцов (нем. Gülzow) — община в Германии, в земле Мекленбург-Передняя Померания.
Входит в состав района Деммин. Подчиняется управлению Штавенхаген. Население составляет 477 человек (на 31 декабря 2010 года). Занимает площадь 12,00 км².